# 葉月由羅
葉月由羅（日语：葉月ゆら，9月17日—）是日本的女性歌手。兵庫縣神戶市出身，主要活动于日本同人音乐界，有时会被称为“治愈系的萌音歌手”，但所唱的曲调同时也拥有多变的风格。

## 人物．经历

### 人物
于2004年7月26日开设个人网站“カルチェラタン（Quartier latin，法国巴黎地名）”，以附带歌曲的Flash动画作品在互联网上受到关注，并于2006年1月由pro-net inc完成了出道，现在也在个人网站、Players王国（现名：MySound）、muziel公开发表很多作品。之后，由于与pro-net inc在CD发行方面的纠纷，以合作艺人的身份移藉株式会社マカロンボックス，参与了同社作品的制作并发行了CD。
喜欢猫，有关猫题材的作品多半都是自己作词作曲，同时也喜欢僵尸吸血鬼一类的恐怖东西。

### 经历
2004年
- 8月 商业PC游戏「もじもじちびっこ魔法学園～痛くしちゃイヤだョ～」（Ｂｉｔ/きゃろる）的主题歌“どきどき♪ぱたぱた”担当演唱
- 11月 「第8届Web动画大赛」参与flash动画作品“しおさば”（动画由じゅんじゅん先生制作）获得金奖

2005年
- 5月 「yahooBB杂志５月号」的“和恋人一起看的Flash动画50选”刊登了“遠恋の歌”（动画由浦島先生制作）
- 「DoGA　CGA大赛」作品“しおさば”（动画由じゅんじゅん先生制作）获得附加奖项
- 6月 北海道FM广播电台エフエムもえる的特集「パプヤブラザーズナイト」参与制作
- 「windows100％SUPER！ vol15」的CD-COM收录了「遠恋の歌」（动画由浦島先生[谁？]制作）
- 7月「yahooBB杂志7/18号」刊登了作品“山田養蜂所”“こねこのぜんしん”“りゅー”
- 「川崎音乐大赛」中，作品“夏を飛び越えて”获得第9名
- 9月 官网通贩限定CD「Honey　Bee」发售，预约完售
- 11月 卡拉OK歌曲“こねこのおやくそく”信息发布
- 12月 出道CD「Honey　Bee」「Clover」开始网络先行发售

2006年
- 1月 专辑「Honey　Bee」「Clover」开始店铺发售
- 7月 专辑「はつ恋」开始店铺发售
- 外加一些杂志刊登，特集等等

2007年
- 2月 在杂志网络Runner3月号中刊登了作品“山田養蜂所”
- 虎之穴发售的原创专辑「Winter Mix Vol.4」中参与了九十九百太郎先生制作的“夜空に歌う子守唄”歌曲
- 5月 講談社的网页“MouRa”内的“CloseUp Flash”版块内刊登了葉月ゆら特集
- 游戏品牌“light”的商业PC游戏「R.U.R.U.R ル・ル・ル・ルこのこのために、せめてきれいな星空を」参加游戏内乐曲的合唱
- ㈱ティーエムシー发售的DVD「まいっちんぐマチコ先生 Go！Go！ 家庭訪問!!」的OP和ED 参加合唱
- 9月 三洋公司开发的「CRハイパー海物語inカリブ」参与角色歌演唱
- 12月 迷你专辑「The Beautiful World 」开始店铺发售
- 为「REMIX職人 天下一武道会」提供歌曲“Fly me to the Moon”

2008年
- 1月 专辑「金魚恋想歌」开始店铺发售
- 3月 游戏品牌“らも～ど”的商业PC游戏「ふたりのエリカ」担当主题歌“Million Kiss”演唱
- 虎之穴的专辑「Winter Mix vol5」收录以清风明月名义制作的“少女冬恋”
- 4月 游戏品牌「リボンマジック」的商业PC游戏「クレプシドラ ～光と影の十字架～」以清风明月的名义参与制作了OP,ED
- 5月 TV动画「絶対可憐チルドレン」的ED「絶対love×love宣言！！」参与歌词创作。
- 8月 竹書房発行的「まんがくらぶオリジナル」附录动画DVD「加油！メメ子酱」担当声优和OP,ED演唱
- 三洋公司开发的「CR大海物語スペシャル」担当奖励画面的歌曲演唱

## 主要出演作品

### 商业作品

#### 迷你专辑
1. The Beautiful World

#### 其他
- GENEON ENTERTAINMENT (TV动画「絶対可憐チルドレン」ED「絶対LOVE×LOVE宣言!!」歌词)
- SANYO (“海物语”系列游戏中，担当游戏人物“マリン”的角色印象歌演唱)
- AH-Software (「CrazyTalk5」「CrazyTalk6」宣传动画语音)
- CAVE (「デススマイルズ1」「デススマイルズ2」广播剧CD主題歌演唱)
- SEGA (初音ミク感謝祭39's Giving Day 官方动画语音)
- リボンマジックさん (PC游戏「クレプシドラ」OP「クレプシドラ」ED「13番目のおとぎ話」作词演唱)
- WhiteFlame (Album「君のいる景色」歌曲「最後の女王」演唱，歌曲「東京バベル」作词演唱)
- ティーエムシーさん (DVD「まいっちんぐマチコ先生 Go！Go！ 家庭訪問!!」、DVD「まいっちんぐマチコ先生ビバ！ モモカちゃん!!」OPED合唱)
- light (PC游戏「R.U.R.U.R ル・ル・ル・ル　このこのために、せめてきれいな星空を」游戏内乐曲合唱)
- BIT/きゃろるさん：PC游戏「もじもじちびっこ魔法学園～痛くしちゃイヤだョ～」主题歌演唱